# Лемке, Владимир Максимович
Владимир Максимович Лемке (1857, Санкт-Петербург — 1920, Тамбов) — русский архитектор, гражданский инженер. Работал городским зодчим Самарканда (1880—1882), городовым архитектором Нижнего Новгорода (1882—1898), городским архитектором Тамбова (1903—1905).

## Биография
Родился в 1857 году (по другим данным — в 1856) в Санкт-Петербурге. Отучившись в Санкт-Петербургской гимназии, в 1874 году поступил в Строительное училище Министерства внутренних дел, которое окончил в 1879 году. Получив звание гражданского инженера вместе с чином X класса, был отправлен служить в Туркестан, для возведения фортификационных укреплений. В том же году был распределён младшим архитектором в Заравшанский округ. В 1880 году получил должность городского архитектора Самарканда. По его проектам в городе были выстроены детский приют, два административных корпуса при тюрьме, часовня на русском кладбище, два деревянных моста, а в последний год — храм Святого Георгия Победоносца. Выполненное в русском стиле здание вышло удачным, так что путешествующие по Туркестану часто упоминали его в своих записках. Современный исследователь туркестанской архитектуры В. А. Нильсен назвал Георгиевский храм одним из примечательных сооружений нового Самарканда.          
Указом Министерства внутренних дел от 10 ноября 1882 году Лемке назначен нижегородским городовым архитектором. В 1884 году перестраивает дома Рукавишниковых на Нижне-Волжской набережной, участвует в возведении павильонов Кустарно-промышленной выставки 1885 года в Нижнем Новгороде. В 1887 году был назначен архитектором Нижегородского Мариинского женского института, капитально перестроил здание учебного заведения. В 1885—1888 годах по заказу А. П. Бугрова спроектировал под Кремлёвским холмом торговый корпус. В 1892 году представлял нижегородских зодчих на I-м Российском съезде архитекторов. В 1896 году реставрировал гробницу Кузьмы Минина в кремлёвском Спасо-Преображенском соборе, спроектировал дом А. Башкировой, реконструировал подаренный городу дом Ф. Переплётчикова. В 1897 году спроектировал на Ильинской улице здание аптеки П. Ремлера. На следующий год из-за болезни вышел в отставку, но продолжал общественную деятельность. В 1899 году выступил инициатором строительства нового здания городской Думы. За период службы в Нижнем Новгороде к его основным работам относятся: церковь Воскресения Христова, перестройка церкви Иоанна Предтечи с пристройками, часовня в селе Богородском, баня купца Колчина с водопроводом из Волги, паровая мельница Башкировых, дом рабочих при мельнице Дегтярёва, городской дом для двух больших магазинов в два этажа, городской водопровод в Макарьевской части.                    
В 1886 году В. М. Лемке приобрёл городскую усадьбу на улице Короленко. В 1880-е — 1900-е годы усадьба была своеобразным культурным центром Нижнего Новгорода. С сентября 1888 года по январь 1896 года в ней проживал с семьёй писатель В. Г. Короленко. Его квартира была местом, где неоднократно бывали представители нижегородской интеллигенции, собиралась пёстрая публика: учителя, врачи, капитаны пароходов, юристы, писатели, представители земства, среди которых — А. А. Савельев и А. С. Гациский — видные общественные деятели Нижнего Новгорода. В декабре 1889 года здесь произошла первая встреча Короленко и А. М. Горького. В квартире неоднократно бывал с визитами Г. И. Успенский. Северный флигель усадьбы связан с именем писателя Максима Горького. В период проживания во флигеле Лемке были написаны такие крупные произведения, как «Песня о Буревестнике», первая пьеса писателя «Мещане», начата работа над пьесой «На дне», закончена повесть «Трое». С конца 1890-х годов имя Максима Горького становится известным, у него завязываются знакомства с крупными деятелями искусства Москвы и Санкт-Петербурга. В доме усадьбы его посещали с визитами писатели Н. Г. Гарин-Михайловский, Скиталец (Степан Петров), Леонид Андреев, Иван Бунин, известный критик, редактор журнала «Русское богатство» Н. К. Михайловский, режиссёр В. И. Немирович-Данченко, художник М. В. Нестеров, певец Фёдор Шаляпин, писатель А. П. Чехов с женой О. Л. Книппер.
29 октября 1902 года Владимир Максимович переехал в Санкт-Петербург, где работал в Министерстве внутренних дел. В 1903 году в Тамбове был проведён первый конкурс на замещение вакантной должности городского архитектора. В результате из тридцати претендентов предпочтение было отдано опытному нижегородскому архитектору. В. М. Лемке впоследствии коренным образом изменил ситуацию в городском строительстве. Именно с его именем в Тамбове связано начало строительного «бума» 1900-х годов.

Ко времени моего поступления на должность Тамбовского городского архитектора, строительное дело находилось в полном упадке. Многие городские сооружения доведены были до невозможности пользования ими не только по неустройству их, но и по опасности от ветхости… Мне пришлось в течение двух строительных периодов исправлять ошибки … и пополнять пробелы в строительном деле Городского управления за многие предшествовавшие годы. Первоначальные беглые осмотры зданий и сооружений выяснили необходимость подробного ознакомления с ними в мельчайших деталях … потому, что в архиве городской управы не оказалось не только точных, но и никаких чертежей городских сооружений… Оказалось необходимым обмерять в натуре каждое сооружение и составлять подробные чертежи его, после чего уже только можно было приступать к составлению проектов к смете на улучшения….— В. М. Лемке.
В Тамбове архитектор выполнил обмеры и чертежи нескольких десятков существующих казённых зданий, руководил работами по благоустройству города. По совместительству состоял в должности архитектора Александринского института благородных девиц. Через два года вышел в отставку и работал в качестве служащего по найму.
Скончался в 1920 году в Тамбове.

## Проекты и постройки
| Изображение | Датировка | Наименование проекта, постройки                                       | Местонахождение                                                     | Охранный статус                                                     | Примечание | Источники |
| ----------- | --------- | --------------------------------------------------------------------- | ------------------------------------------------------------------- | ------------------------------------------------------------------- | --- | --------- |
|             | 1881—1882 | Храм Святого Георгия Победоносца                                      | Самарканд, улица Узбекистанская                                     |                                                                     | |           |
|             | 1883      | Жилой дом В. С. Новосёлова                                            | Нижний Новгород, улица Добролюбова, 6                               |                                                                     | |           |
|             | 1884—1886 | Воскресенская церковь                                                 | Нижний Новгород, улица Шевченко, 1а                                 | ОКН № 5201306000                                                    | |           |
|             | 1885—1887 | Дом торгового общества «Наследники Фроловы»                           | Нижний Новгород, улица Большая Покровская, 7                        | ОКН № 5200687000                                                    | |           |
|             | 1885—1888 | Городской торговый корпус, выстроенный на пожертвования Н. А. Бугрова | Нижний Новгород, Зеленский съезд, 4                                 | ОКН № 5230692000                                                    | |           |
|             | 1883—1889 | Усадьба В. Е. Кожевникова                                             | Нижний Новгород, улица Черниговская, 14, 14а                        | ОКН № 5230731000                                                    | |           |
|             | 1892      | Дом, в котором жил врач Петр Николаевич Михалкин                      | Нижний Новгород, улица Нестерова, 37                                | ОКН № 5201215000                                                    | |           |
|             | 1894—1895 | Торговые корпуса Ф. Н. Гущина                                         | Нижний Новгород, улица Рождественская, 3, 5, 7, 9                   | ОКН № 5230693000 ОКН № 5200635000 ОКН № 5200636000 ОКН № 5230701000 | Корпуса были построены в 1867—1869 годах по проекту Н. И. Ужумедского-Грицевича. В. М. Лемке составил проект перестройки зданий. |           |
|             | 1895      | Дом Я. С. Чернонёбова с въездными воротами                            | Нижний Новгород, Крутой переулок, 11                                | ОКН № 5200618000                                                    | |           |
|             | 1894—1896 | Усадьба А. И. Башкировой                                              | Нижний Новгород, улица Большая Печёрская, 11                        | ОКН № 5201224000                                                    | Главный дом усадьбы был построен в 1882 году и перестроен по проекту В. М. Лемке к Всероссийской промышленно-художественной выставке 1896 года.                                                                                                  |           |
|             | 1894—1896 | Доходный дом городского общества                                      | Нижний Новгород, улица Рождественская, 6                            | ОКН № 5200637000                                                    | Бывший дом Ф. П. Переплётчикова, построенный в 1822 году. В. М. Лемке перестроил здание в 1894—1896 годах под размещение доходного дома Городского общества. В 1902 году по проекту архитектора А. И. Шмакова здание перестроено в стиле модерн. |           |
|             | 1891—1898 | Усадьба В. М. Лемке                                                   | Нижний Новгород, Новая улица, 21/11, 23, улица Короленко, 11        | ОКН № 5230703000                                                    | На собственной усадьбе В. М. Лемке спроектировал главный дом и два флигеля. |           |
|             | 1897—1898 | Доходный дом П. Ф. Ремлера                                            | Нижний Новгород, улица Ильинская, 88                                | ОКН № 5200615000                                                    | |           |
|             | 1901—1903 | Городское начальное училище имени императора Александра II            | Нижний Новгород, улица Маслякова, 1 / площадь Максима Горького, 3/1 | ОКН № 5201251000                                                    | |           |